# 瀬乃みなみ
大野 瑠衣（おおの るい、1986年2月24日 ‐ ）は、日本のタレント。ジャパン・ミュージックエンターテイメント所属。

## 略歴
16歳で上京し、芸能界デビュー。その後芸能マネージャーを経て、企業PRの仕事に関わる。

## 人物
- タレントの高橋祐月、長谷川もえ、マリーとはとても仲がよく、とくにマリーとはブログでよく二人で食事にいく写真がアップされている。長谷川もえはライバル的な存在らしい。
- 酒は苦手なほうで、テキーラしか飲むことが出来ない。
- 趣味はバトントワリング、ゲーム、読書。
- 好物はたこ焼きで食べることも好きだが、自分で焼いて他の人に食べてもらうのが大好き。
- お笑い芸人の髭男爵が好きで、よく喋り方をマネをする。
- 2008年からエキサイトブログで始めていたブログを2009年からアメーバブログへ引っ越した。しかしながら、2009年4月頃の更新を最後に約7ヶ月ほどブログの更新をしないままブログ自体が削除されてしまった。大野本人と所属事務所からは何も報道をされず、何故削除・更新をしなかったのかが不明なままである。

## メディア

### テレビ
レギュラー
- リトル・チャロ カラダにしみこむ英会話 （2008年3月31日〜2010年3月22日、NHK教育テレビ） - チャロ・サポーター

準レギュラー
- アナザースカイ （2008年〜2012年、日本テレビ） - ワールドレポーター

過去の出演作品
- 生放送特番!!リトル・チャロ ケータイで試そうあなたの英語力1（2008年7月27日）　-　チャロ・サポーター
- リトル・チャロ ケータイで試そうあなたの英語力2（2008年10月19日）　-　チャロ・サポーター
- リトル・チャロ ケータイで試そうあなたの英語力3（2009年1月11日）　-　チャロ・サポーター

### オリジナルビデオ
- ひとりかくれんぼ（2007年、監督:海沼智也） - 女子高生 役

### イメージガール
- 東京ゲームショウ コーエーブースコンパニオン（2006年）
- 6代目モルディブイメージガール（2007年）
- 2007年 三愛水着ショー“目ざめよ!!夏のDNA”（2007年、池袋サンシャイン60 噴水広場、共演者:木下優樹菜、篠崎彩音、澤山璃奈、奥村直美、河村さやか）